# فرج أباد (غلبايغان)
فرج أباد (بالإنجليزية: Farajabad, Isfahan)‏ هي قرية تقع في قسم كناررودخانه الريفي في إيران. يقدر عدد سكانها بـ 235 نسمة .